# Stephan Fransen
Stephan Fransen (* 8. August 1988 in Den Haag) ist ein niederländischer Tennisspieler.

## Karriere
Stephan Fransen spielt hauptsächlich auf der ATP Challenger Tour und der ITF Future Tour. Er konnte bislang 14 Doppelsiege auf der ITF Future Tour feiern. Auf der ATP Challenger Tour gewann er bis jetzt das Doppelturnier in Guayaquil im Jahr 2013.
Zum 15. Juli 2013 durchbrach er erstmals die Top 200 der Weltrangliste im Doppel und seine höchste Platzierung war ein 167. Rang im Oktober 2013.

## Erfolge
| Legende (Anzahl der Siege)  |
| Grand Slam                  |
| ATP World Tour Finals       |
| ATP World Tour Masters 1000 |
| ATP World Tour 500          |
| ATP World Tour 250          |
| ATP Challenger Tour (1)     |

### Doppel

#### Turniersiege
| Nr. | Datum             | Turnier   | Belag | Partner        | Finalgegner                       | Ergebnis         |
| --- | ----------------- | --------- | ----- | -------------- | --------------------------------- | ---------------- |
| 1.  | 16. November 2013 | Guayaquil | Sand  | Wesley Koolhof | Roman Borvanov Alexander Satschko | 1:6, 6:2, [10:5] |